# Märta Tikkanen
Märta Eleonora Tikkanen, född Cavonius den 3 april 1935 i Helsingfors, Finland, är en finlandssvensk författare och debattör. Hon är dotter till Gösta Cavonius och var 1963–1984 gift med Henrik Tikkanen.

## Biografi
Märta Tikkanen avlade filosofie kandidatexamen (motsvarar dagens filosofie magistersexamen) år  1958. Hon arbetade som journalist 1958–1961 vid Hufvudstadsbladet. Mellan åren 1961 och 1966 var hon lektor i svenska och 1972–1979 var hon rektor för Helsingfors svenska arbetarinstitut. Efter det var hon kolumnist vid den nämnda tidningen och fri författare.
1979 tilldelades hon Nordiska Kvinnors Litteraturpris, ett pris som instiftades i protest mot att Nordiska rådets litteraturpris enbart tilldelades män.
Tikkanens morfar var den finländske folkbildaren och nykterhetsivraren Uno Stadius.

## Författarskap och ideologi
Huvudfiguren i Tikkanens romaner är ofta en bildad kvinna i förorten, som lever ett liv som småbarnsmamma och hemmafru. Ofta har hon en dröm om lite tid att ägna åt sig själv och sin egen kreativitet. 
Tikkanens första roman Nu Imorron publicerades 1970, och handlar om Fredrika, en hemmafru och mamma till fyra barn. Redan Tikkanens första roman behandlar jämställdhet i heterosexuella parförhållanden, parförhållanden där båda får ta plats och finns för varann. Fredrika drömmer om att hennes man en dag ska säga "Vi är två iallafall, bredvid varann, en som stöttar och när den andra vacklar, två om allt som måste göras, inte han som gör och hon som lyssnar och rättar till och applåderar utan växelspel och dialog och turvis och tillsammans." Det är berättelsen om en småbarnsmamma som drömmer om lite tid framför skrivmaskinen. Tikkanens andra roman Ingenmansland (1972) är en fortsättning på berättelsen om Fredrika.
I Århundradets kärlekssaga (1978) skriver berättarjaget: ”Därför instämmer jag helt/ i alla konstteorier/ och alla fördömanden av Bresjnev/ jag tycker alltid precis lika/ är extra villig/ till akrobatiska samlag/ ju hetare jag längtar efter/ att få sätta mig vid skrivmaskinen/ Jag lyckas nästan fullständigt/ dölja för min familj/ att jag också har/ ett eget liv/ att leva.”  Verket, som är dedikerat ”Till Henrik” handlar om äktenskapet med en stor konstnär och alkoholist, samtidigt som hon hela tiden tvingas avsäga sig sina egna behov och drömmar, till förmån för resten av familjen.
Att "stå i bredd", att lyssna på varandra och dela på arbetsbördan är något som kommer igen i flera av Tikkanens romaner. Under 1970-talet var vänsterrörelsens glasdagar, och en ny feministisk rörelse tog fart. Den andra vågens feminism fokuserade på en del av de frågor som Tikkanen lyfter fram i sin litteratur.  Föreställningar kring mammarollen, kvinnans rätt till att få bestämma över sin egen kropp och den problematiska mansrollen är teman som hon behandlar i sina böcker. "I historiens backspegel liksom i ett internationellt perspektiv ter sig dåtidens nordiska feminism påfallande dialogisk i sin syn på mannen som en (potentiell) kamrat."  Det här stämmer väl överens med Tikkanens tanke om att skriva en bok (Män kan inte våldtas) som skulle visa att även män kan utsättas för sexuellt våld, och som därmed angår såväl män som kvinnor. Den litterära estetiken som dominerade 1970-tals litteraturen baserar sig på grundtanken att varje människa, man som kvinna, bär på en säregen berättelse.  Den litterära realismen gav plats åt berättelser som inte tidigare hade berättats.  Tikkanen kan placeras i en samtida litterär stil tillsammans med författare såsom Sonja Åkesson, Kerstin Thorvall och Inger Alfvén.

### Män kan inte våldtas
I efterordet till Söderströms andra utgåva av romanen Män kan inte våldtas skriver Tikkanen om hur iden till romanen föddes, när hon satt ute på en klippa i den finländska skärgården och läste den danska tidningen Politiken Hon skriver: "”Män kan straffas men inte våldtas" stod där, notisen berättade om en man som utsatts för förnedrande behandling av en kvinna som bjudit honom hem på smørrebrød efter en gemensam kväll." Då visste hon vad hon skulle skriva om. Romanen Män kan inte våldtas publicerades första gången 1975. Berättelsen filmatiserades år 1978 av Jörn Donner. 
Boken handlar om bibliotekarien och den frånskilda tvåbarnsmamman Tova Randers, som på sin 40-årsdag bestämmer sig för att gå på danskrog för att få sig en bit mat. Kvällen som till en början skulle bli ensam och kort blir istället kvällen hon träffar den sedan tidigare okände Martti Wester. De dansar och dricker kaffe och konjak, och när kvällen börjar närma sig sitt slut följer Tova med Martti till hans hem. När Tova senare flyr ut ur lägenheten har hon varit med om en brutal våldtäkt, och hennes hemstad Helsingfors känns inte längre som den trygga stad hon växte upp i.
Till en början är skammen den mest framträdande känsla Tova upplever, men efter en tid bestämmer hon sig för att hämnas på mannen som tog hennes värdighet ifrån henne. Hon vill lära honom en läxa, visa hur det känns att bli förnedrad. Hon ringer upp sin tidigare skilsmässoadvokat för att ta reda på vilken påföljden är för att våldta en man, men får veta att det inte anses möjligt att en kvinna skulle kunna våldta en man. Därför bestämmer sig Tova för att anmäla sig själv när hon fullbordat sin hämnd.
Våldtäkten av Martti Wester blir verklighet, men när Tova sedan ringer polisen tror de inte på henne, trots att de ser Martti Wester fastbunden. Även om Martti Wester tidigare gråtit av rädslan, skam och vanmakt, försöker han få polisen att tro att det hela handlar om att Tova skulle vara hans älskarinna, avundsjuk på någon annan kvinna Martti Wester skulle ha spenderat tid med. Det viktigaste för Martti Wester efter våldtäkten blir att framhålla sin maskulinitet.  Männen pratar ovanför huvudet på henne, och den enda gången hon blir tillfrågad är när det handlar om Martti Westers eventuella potensbesvär.
Även om det sexuella våldet är det mest uppenbara temat, behandlar romanen flera aspekter av patriarkala strukturer. Balansen mellan kärleken och "jämlikhetsdrömmen om att få stå i bredd" är ett tema som återkommer i flera av Tikkanens romaner. I Män kan inte våldtas resonerar Tova Randers bland annat kring moderskapet, könsrollerna i hennes tidigare parförhållanden, kvinnlig reproduktion och preventivmedel. Hon förhåller sig kritisk till kvinnoförtryck och könsroller. Det är tydligt att Tova lever ett liv präglat av det manliga samhällets villkor.
När romanen publicerades 1975 väckte den avsmak hos en stor del av läsarna. Tikkanen skrev om ämnen som var tabubelagda i det finska samhället, om våldtäkt och att vara anhörig till en person som lider av alkoholism. Kritikerna ratade henne, och hennes verk beskrevs som kiosklitteratur. I en intervju i det finlandssvenska tv-programmet Efter nio beskriver Tikkanen hur hon, då boken var nypublicerad, blev spottad på en gång, och till och med blev slagen. Mottagandet i Sverige blev aningen mildare än i Finland. "Med Män kan inte våldtas blev Märta Tikkanen en av den nya kvinnorörelsens galjonsfigurer, inte bara i sitt hemland Finland utan i hela Norden." Trots att Män kan inte våldtas väckte publicitet var det ett av hennes senare verk, Århundradets kärlekssaga (1978), som blev hennes stora genombrott.

## Priser och utmärkelser
- 1979 – Tack för boken-medaljen för Århundradets kärlekssaga
- 1979 – Nordiska Kvinnors Litteraturpris
- 1992 – Pro Finlandia-medaljen[23]
- 1999 – Tollanderska priset
- 1999 – De Nios Vinterpris
- 2001 – Fredrika Runeberg-stipendiet
- 2002 – Svenska Akademiens Finlandspris
- 2014 – Signe Ekblad-Eldhs pris
- 2020 – Moa-priset